# Матч СРСР — США з легкої атлетики 1976
Матч СРСР — США з легкої атлетики 1976 був проведений 6-7 серпня у Колледж-Парку на стадіоні «Берд», що розташовувався на території кампусу Університета Меріленду.
1976 року матчева зустріч американських та радянських багатоборців не проводилася.

## Результати

### Чоловіки
| Місце | Атлет             | Результат |
| ----- | ----------------- | --------- |
| 1     | Стів Ріддік       | 10,15     |
| 2     | Валерій Борзов    | 10,20     |
| 3     | Гарві Гланс       | 10,23     |
| 4     | Микола Колесников | 10,41     |

| Місце | Атлет             | Результат |
| ----- | ----------------- | --------- |
| 1     | Міллард Гемптон   | 20,7      |
| 2     | Стів Ріддік       | 20,8      |
| 3     | Микола Колесников | 21,2      |
| 4     | Олександр Аксинін | 21,4      |

| Місце | Атлет            | Результат |
| ----- | ---------------- | --------- |
| 1     | Бенні Браун      | 46,28     |
| 2     | Джеймс Робінсон  | 46,77     |
| 3     | Павло Литовченко | 47,00     |
| 4     | Валерій Юрченко  | 48,33     |

| Місце | Атлет                | Результат        |
| ----- | -------------------- | ---------------- |
| 1     | Віктор Анохін        | 1.47,5 (1.47,49) |
| 2     | Володимир Пономарьов | 1.47,7 (1.47,69) |
| 3     | Джеймс Робінсон      | 1.47,7 (1.47,71) |
| 4     | Рік Браун            | 1.48,8 (1.48,81) |

| Місце | Атлет             | Результат        |
| ----- | ----------------- | ---------------- |
| 1     | Майкл Деркін      | 3.38,4 (3.38,42) |
| 2     | Анатолій Мамонтов | 3.38,6 (3.38,63) |
| 3     | Михайло Улимов    | 3.41,4 (3.41,40) |
| 4     | Метт Сентровіц    | 3.41,8 (3.41,82) |

| Місце | Атлет          | Результат          |
| ----- | -------------- | ------------------ |
| 1     | Борис Кузнецов | 13.37,4 (13.37,36) |
| 2     | Енн Селлік     | 13.38,6 (13.38,57) |
| 3     | Дон Кардонг    | 13.42,6 (13.42,55) |
| 4     | Дік Беркл      | 13.50,3 (13.50,31) |

| Місце | Атлет              | Результат          |
| ----- | ------------------ | ------------------ |
| 1     | Крейг Верджін      | 28.35,2 (28.35,12) |
| 2     | Володимир Меркушин | 28.50,6 (28.50,47) |
| 3     | Ед Мендоса         | 29.47,2 (29.47,11) |
| 4     | Валентин Зотов     | 30.56,6 (30.56,62) |

| Місце | Атлет               | Результат |
| ----- | ------------------- | --------- |
| 1     | Чарльз Фостер       | 13,48     |
| 2     | Віллі Девенпорт     | 13,51     |
| 3     | Віктор Мясников     | 13,68     |
| 4     | В'ячеслав Кулебякін | 13,77     |

| Місце | Атлет            | Результат |
| ----- | ---------------- | --------- |
| 1     | Едвін Мозес      | 48,55     |
| 2     | Майк Шайн        | 49,77     |
| 3     | Дмитро Стукалов  | 50,66     |
| 4     | Євген Гавриленко | 1.04,14   |

| Місце | Атлет             | Результат        |
| ----- | ----------------- | ---------------- |
| 1     | Олександр Величко | 8.42,1 (8.42,11) |
| 2     | Арташес Мікоян    | 8.44,8 (8.44,83) |
| 3     | Майк Роче         | 8.46,8 (8.46,76) |
| 4     | Генрі Марш        | 8.46,8 (8.46,82) |

| Місце | Команда                                                           | Результат |
| ----- | ----------------------------------------------------------------- | --------- |
| 1     | СШАЧарльз Фостер Гарві Гланс Міллард Гемптон Стів Ріддік          | 38,56     |
| 2     | СРСРОлександр Аксинін Микола Колесников Юрій Сілов Валерій Борзов | 39,35     |

| Місце | Команда                                                                         | Результат        |
| ----- | ------------------------------------------------------------------------------- | ---------------- |
| 1     | СШАЕдвін Мозес (46,2) Бенні Браун (45,9) Фред Ньюгаус (44,6) Максі Паркс (45,9) | 3.02,6 (3.02,64) |
| 2     | СРСРВалерій Юрченко Павло Литовченко Віктор Анохін Володимир Пономарьов         | 3.10,9 (3.10,91) |

| Місце | Атлет                | Результат              |
| ----- | -------------------- | ---------------------- |
| 1     | Володимир Голубничий | 1:30.40,6 (1:30.40,51) |
| 2     | Отто Барч            | 1:30.40,6 (1:30.40,51) |
| 3     | Тодд Скаллі          | 1:31.21,3 (1:31.21,33) |
| 4     | Рон Лейрд            | 1:31.24,0 (1:31.24,02) |

| Місце | Атлет          | Результат |
| ----- | -------------- | --------- |
| 1     | Сергій Сенюков | 2,21      |
| 2     | Сергій Будалов | 2,21      |
| 3     | Білл Джанкуніс | 2,185     |
| 4     | Двайт Стоунз   | 2,185     |

| Місце | Атлет            | Результат |
| ----- | ---------------- | --------- |
| 1     | Дейв Робертс     | 5,50      |
| 2     | Володимир Кішкун | 5,45      |
| 3     | Ерл Белл         | 5,30      |
| —     | Юрій Прохоренко  | NM        |

| Місце | Атлет              | Результат |
| ----- | ------------------ | --------- |
| 1     | Арні Робінсон      | 7,80      |
| 2     | Олексій Переверзєв | 7,76      |
| 3     | Валерій Підлужний  | 7,69      |
| 4     | Ел Ланьєр          | 7,21      |

| Місце | Атлет             | Результат |
| ----- | ----------------- | --------- |
| 1     | Віктор Санєєв     | 17,02     |
| 2     | Джеймс Баттс      | 16,72     |
| 3     | Томмі Гейнс       | 16,32     |
| 4     | Анатолій Піскулін | 16,15     |

| Місце | Атлет                | Результат |
| ----- | -------------------- | --------- |
| 1     | Олександр Баришников | 21,15     |
| 2     | Джордж Вудс          | 20,52     |
| 3     | Євген Миронов        | 20,34     |
| 4     | Ел Феєрбах           | 20,20     |

| Місце | Атлет           | Результат |
| ----- | --------------- | --------- |
| 1     | Мак Вілкінс     | 66,20     |
| 2     | Віктор Пензиков | 62,40     |
| 3     | Джей Сільвестер | 60,98     |
| 4     | Віктор Журба    | 57,06     |

| Місце | Атлет              | Результат |
| ----- | ------------------ | --------- |
| 1     | Олексій Спиридонов | 78,00     |
| 2     | Юрій Сєдих         | 77,90     |
| 3     | Білл Шафф          | 60,62     |
| 4     | Ел Джексон         | 60,28     |

| Місце | Атлет         | Результат |
| ----- | ------------- | --------- |
| 1     | Ентоні Голл   | 81,74     |
| 2     | Яніс Лусіс    | 81,46     |
| 3     | Василь Єршов  | 81,20     |
| 4     | Річард Джордж | 80,70     |

### Жінки
| Місце | Атлетка           | Результат |
| ----- | ----------------- | --------- |
| 1     | Людмила Маслакова | 11,20w    |
| 2     | Тетяна Пророченко | 11,40w    |
| 3     | Марта Ватсон      | 11,75w    |
| 4     | Лінда Корді       | 11,95w    |

| Місце | Атлетка           | Результат |
| ----- | ----------------- | --------- |
| 1     | Тетяна Пророченко | 23,0      |
| 2     | Людмила Маслакова | 23,3      |
| 3     | Дебора Сапентер   | 23,6      |
| 4     | Лінда Корді       | 24,8      |

| Місце | Атлетка          | Результат |
| ----- | ---------------- | --------- |
| 1     | Надія Ільїна     | 51,77     |
| 2     | Наталія Соколова | 52,10     |
| 3     | Шейла Інгрем     | 52,14     |
| 4     | Шерон Дебні      | 52,98     |

| Місце | Атлетка              | Результат |
| ----- | -------------------- | --------- |
| 1     | Тетяна Провідохіна   | 1.57,0    |
| 2     | Валентина Герасимова | 1.57,5    |
| 3     | Медлін Меннінг       | 1.57,9 NR |
| 4     | Кеті Вестон          | 2.04,3    |

| Місце | Атлетка          | Результат        |
| ----- | ---------------- | ---------------- |
| 1     | Тетяна Казанкіна | 4.00,3 (4.00,30) |
| 2     | Раїса Катюкова   | 4.04,6 (4.04,61) |
| 3     | Франсі Лар'є     | 4.06,2 (4.06,20) |
| 4     | Сінді Пуер       | 4.06,8 (4.06,83) |

| Місце | Атлетка         | Результат           |
| ----- | --------------- | ------------------- |
| 1     | Людмила Брагіна | 8.27,1 WR (8.27,12) |
| 2     | Раїса Катюкова  | 8.41,8 (8.41,77)    |
| 3     | Франсі Лар'є    | 8.55,0 (8.54,95)    |
| 4     | Тері Андерсон   | 9.33,2 (9.33,20)    |

| Місце | Атлетка          | Результат |
| ----- | ---------------- | --------- |
| 1     | Наталія Лебедєва | 13,09     |
| 2     | Тетяна Анісімова | 13,18     |
| 3     | Дебі Лаплант     | 13,58     |
| 4     | Керол Томсон     | 14,40     |

| Місце | Команда                                                                  | Результат |
| ----- | ------------------------------------------------------------------------ | --------- |
| 1     | СРСРВіра Анісімова Людмила Маслакова Надія Бесфамільна Тетяна Пророченко | 42,93     |
| 2     | СШАМарта Ватсон Дебора Сапентер Лінда Корді Шейла Інгрем                 | 44,56     |

| Місце | Команда                                                                                        | Результат           |
| ----- | ---------------------------------------------------------------------------------------------- | ------------------- |
| 1     | СРСРСвітлана Стиркіна (51,8) Інта Клімовича (52,7) Наталія Соколова (52,7) Надія Ільїна (51,9) | 3.29,1 WR (3.29,06) |
| 2     | СШАДебора Сапентер Шейла Інгрем Шерон Дебні Сінді Пуер                                         | 3.33,8 (3.33,76)    |

| Місце | Атлетка         | Результат |
| ----- | --------------- | --------- |
| 1     | Галина Філатова | 1,89      |
| 2     | Тетяна Шляхто   | 1,89      |
| 3     | Джоні Гантлі    | 1,83      |
| 4     | Пола Гервен     | 1,83      |

| Місце | Атлетка           | Результат |
| ----- | ----------------- | --------- |
| 1     | Лідія Алфеєва     | 6,46      |
| 2     | Кеті Мак-Міллан   | 6,42      |
| 3     | Шеррон Вокер      | 6,13      |
| 4     | Надія Бесфамільна | 5,48      |

| Місце | Атлетка       | Результат |
| ----- | ------------- | --------- |
| 1     | Надія Чижова  | 18,13     |
| 2     | Фаїна Мельник | 18,11     |
| 3     | Марен Зайдлер | 15,65     |
| 4     | Кеті Дівайн   | 14,65     |

| Місце | Атлетка           | Результат |
| ----- | ----------------- | --------- |
| 1     | Фаїна Мельник     | 69,14     |
| 2     | Наталія Горбачова | 66,60     |
| 3     | Джен Свендсен     | 48,56     |
| 4     | Лінн Вінбіглер    | 46,14     |

| Місце | Атлетка        | Результат |
| ----- | -------------- | --------- |
| 1     | Надія Якубович | 63,28     |
| 2     | Світлана Бабич | 59,80     |
| 3     | Шеррі Калверт  | 58,20     |
| 4     | Карін Сміт     | 57,10     |

## Командний залік

### Основний матч
|                 | СРСР | США |
| --------------- | ---- | --- |
| Чоловіки        | 107  | 115 |
| Жінки           | 104  | 42  |
| Загальний залік | 211  | 157 |